# Néixer per morir
 Néixer per morir  (títol original: Cradle 2 the Grave) és una pel·lícula estatunidenca dirigida per Andrzej Bartkowiak el 2003. Ha estat doblada al català.

## Argument
En el transcurs d'un atracament preparat amb cura, una banda s'apodera de diamants que pertanyen a venedors d'armes poc escrupolosos, que no retrocediran davant de res per recuperar-los... s'interposa un policia de Taiwan...
La pel·lícula comença amb un grup de lladres ditigit per Anthony Fait que intenta robar diamants per un francès anomenat Christophe, que serveix d'intermediari a un empresari misteriós. Quan Fait contacta Christophe, un Agent d'Intel·ligència de Taiwan anomenat Su intercepta la conversa i intenta identificar els criminals.

## Repartiment
- Jet Li: Su
- DMX: Fait
- Kelly Hu: Sona
- Anthony Anderson: Tommy
- Tom Arnold: Archie
- Mark Dacascos: Ling
- Gabrielle Union: Daria
- Michael Jace: Odion
- Drag-On: Miles
- Paige Hurd: Vanessa
- Roxana Brusso: àvia de Vanessa
- Paolo Seganti: Christophe
- Richard Trapp: Douglas
- Ron Yuan: tècnic Laser
- Johnny Nguyen: home de mà de Ling
- Chi McBride: Jump Chambers
- Julie Du Page: compradora francesa
- Nikki Martin & Ungenita Prevost: noies sobre el ring
- Vanessa Thomson: hostessa
- Natasha Yi: noia al club
- Randy Couture: Un lluitador

## Rebuda
La pel·lícula va rebre majoritàriament ressenyes negatives.
Segons Roger Ebert, les dues estrelles mereixien millors guions, però la pel·lícula omplia una necessitat d'algun grup de fans.